# Votum förlag
Votum förlag är ett svenskt bokförlag med säte i Karlstad, som ger ut fotoböcker om människor, kultur och natur. Förlaget har även vuxit genom företagsförvärv: 2011 köptes Gullers förlag och 2016 Speja förlag.

## Historia
Votum Förlag AB registrerades i mars 2007. VD är Annika Waldenström. Inriktningen på företaget är att producera böcker och häften för företag, föreningar och organisationer som vill presentera sin verksamhet i bokform.

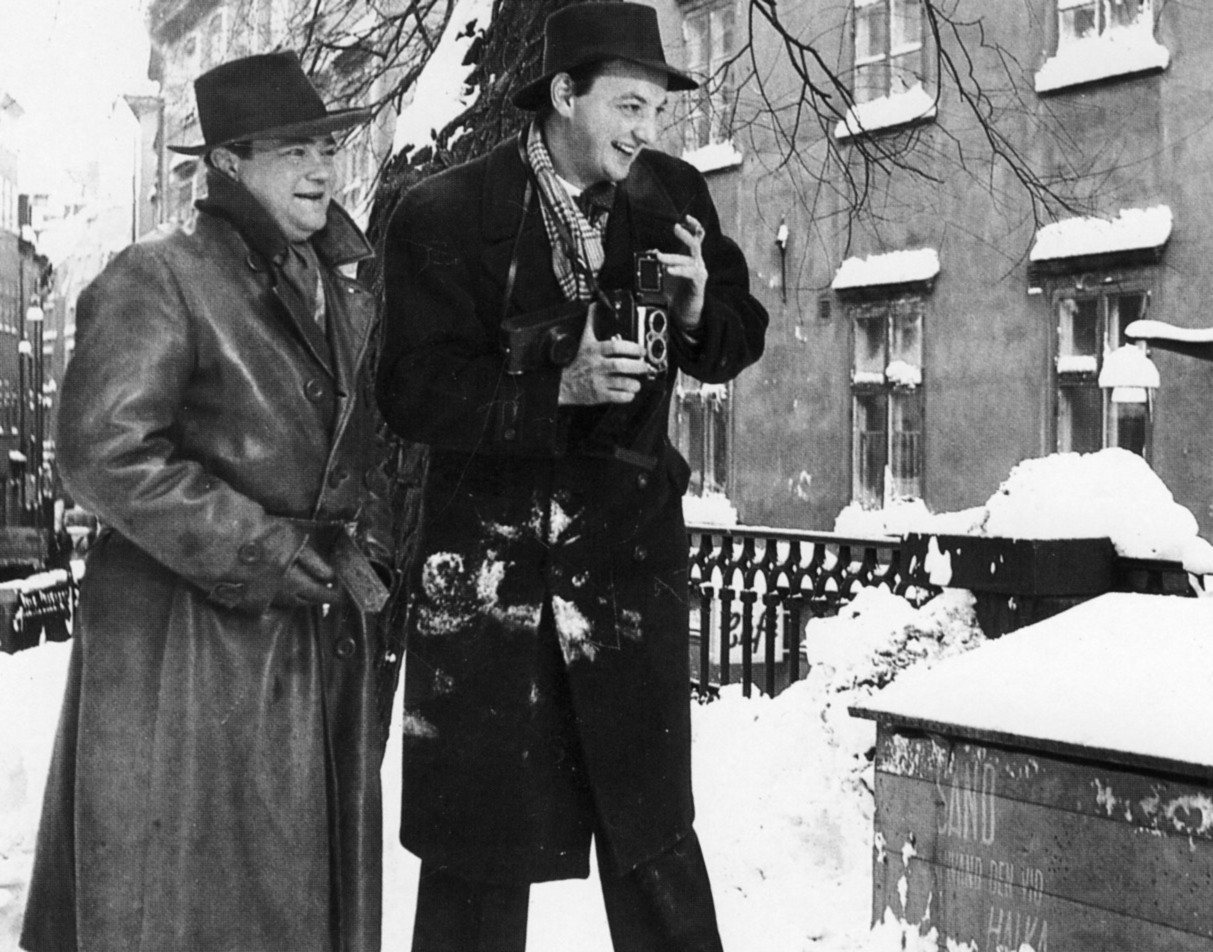
Stieg Trenter och K.W. Gullers, den senare grundare av Gullers förlag (som Votum förlag köpte 2011).

Förlaget inriktar sig främst mot fotoböcker om människor, kultur och natur. Bland annat har man givit ut bokverket "De kungliga slotten" tillsammans med Kungliga Hovstaterna och Statens fastighetsverk.

### Förvärv
År 2011 förvärvades Gullers förlag från Libris förlag. Gullers förlag startades av fotografen K. W. Gullers på 1950-talet. Efter köpet av Gullers förlag har det sammanslagna förlaget från och till marknadsfört sig som Votum & Gullers Förlag.
År 2016 förvärvades det 2015 grundade Speja förlag, som ger ut barnböcker.
År 2019 gick Votum och Speja in under det gemensamma bolagsnamnet Votum Media AB.